# Leonardo De Cecco
Leonardo De Cecco (Buenos Aires, 26 de junio de 1972) es un baterista argentino de rock, miembro de la banda de punk argentino Attaque 77. Participó en la banda desde 1988, junto a Ciro Pertusi y Mariano Martínez y hasta la actualidad es el único miembro constante junto a Mariano Martinez y Luciano Scaglione.

## Biografía
Leonardo "Chito" De Cecco nació en Buenos Aires y es hijo de la autora de teleteatros y radioteatros Alma Bressan (seudónimo de Alma De Cecco). Desde muy joven se interesó por la música, comenzando con la batería luego de haber escuchado a bateristas como Steve Jordan, Phil "Animal" Taylor, Phil Rudd y Terry Bozzio. Formó su primera banda a los 15 años, para luego formar parte de manera breve en la banda "Mal Momento", junto a Adrián Vera para luego ambos ser parte de Attaque 77.
En una entrevista, Ciro Pertusi comentó que a De Cecco lo encontraron en la calle cuando se limpiaba la cabeza luego de haber sido atacado por un policía, y luego fue invitado a formar parte de Attaque 77 cuando Claudio Leiva se retiró por problemas personales.
Desde entonces ha tocado con Attaque 77 en todos sus shows, sino también participó como invitado junto a bandas como Todos Tus Muertos, El Otro Yo, Bersuit Vergarabat y varias más. También en su tiempo libre visita clínicas de baterías.
A principios de 2014, formó GAB.BA una banda tributo a Ramones junto a Federico Sica (ex Jóvenes Pordioseros), Federico Eichhorn y Beltrán Demarco.